# Hua (gora)
Gora Hua (poenostavljeno kitajsko: 华山; tradicionalno kitajsko: 華山; pinjin: Huà Shān) je gora v bližini mesta Huajin v [[Province Kitajske|provinci]g Šaanši, približno 120 kilometrov vzhodno od Šjana. Je »zahodna gora« med petimi velikimi gorami Kitajske in ima dolgo zgodovino verskega pomena. Prvotno je bila uvrščena med tri vrhove, danes pa ima pet glavnih vrhov, od katerih je najvišji Južni vrh z 2154,9 metri.

## Imena
Gora Hua se imenuje tudi Huašan, kar je njeno dobesedno ime, in ima vzdevek »Najbolj strma gora pod nebom«.

## Geografija
Gora Hua stoji blizu jugovzhodnega vogala odseka Ordos Loop v porečju Rumene reke, južno od doline reke Vei, na vzhodnem koncu gorovja Čin v južni provinci Šaanši. Je del gorovja Činling ali Čin, ki ločuje ne le severni in južni Šaanšija, temveč tudi Kitajske.

### Vrhovi
Tradicionalno se je le velikanska planota z vrhovi južno od vrha Vujun Feng ((五雲峰, vrh Petih oblakov) imenovala Taihua Šan (太華山, Velika cvetlična gora). Dostop do nje je bil mogoč le po grebenu, znanem kot Canglong Ling (蒼龍嶺, greben Temnega zmaja), dokler v 1980-ih ni bila zgrajena druga pot, ki je obkrožala Canglong Ling. Trije vrhovi so bili identificirani z ustreznimi vrhovi: vzhodni, južni in zahodni vrh.
Vzhodni vrh je sestavljen iz štirih vrhov. Najvišji vrh je Džaojang Feng (朝陽峰, vrh obrnjen proti soncu). Njegova nadmorska višina naj bi bila 2096 m in njegovo ime se pogosto uporablja kot ime za celoten vzhodni vrh. Vzhodno od Džaojang Fenga je Šilou Feng (石樓峰, vrh Kamnitega stolpa), južno je Botai Feng (博臺峰, vrh Široke terase), zahodno pa Junü Feng (玉女峰}, vrh Žadnega dekleta). Danes Junü Feng velja za samostojni vrh, ki je najbolj osrednji na gori.
Južni vrh je sestavljen iz treh vrhov. Najvišji vrh je Luojan Feng (落雁峰, vrh Pristajalne gosi) z nadmorsko višino 2154 m. Na vzhodu je Songgui Feng (松檜峰, vrh borov in brinov), na zahodu pa Šjaozi Feng (孝子峰, vrh Filial Son).
Zahodni vrh ima samo en vrh in je znan kot Lianhua Feng (蓮花峰) ali Furong Feng (芙蓉峰), kar pomeni Vrh lotosovega cveta. Nadmorska višina je 2082 m.
Z razvojem nove poti do Hua Šana v 3. do 5. stoletju vzdolž soteske Hua Šan je bil vrh tik severno od Canglong Linga, Juntai Feng (雲臺峰, vrh oblačne terase), opredeljen kot severni vrh. Je najnižji od petih vrhov z nadmorsko višino 1614,9 m.

## Podnebje
Gora Hua ima vlažno celinsko podnebje (Köppnova podnebna klasifikacija Dwb). Povprečna letna temperatura na gori Hua je 6,5 °C. Povprečna letna količina padavin je 776,1 mm. Julij ima običajno največ padavin in najvišjo temperaturo, okoli 17,8 °C, januar pa je najhladnejši mesec s povprečno temperaturo okoli -5,7 °C.

## Zgodovina
Že v 2. stoletju pred našim štetjem je ob vznožju gore stal daoistični tempelj, znan kot Svetišče zahodnega vrha. Daoisti so verjeli, da na gori prebiva bog podzemlja, zato so tempelj ob njenem vznožju pogosto uporabljali duhovni mediji za stik s tem bogom in njegovimi podrejenimi. Za razliko od Taišana, ki je postal priljubljeno romarsko mesto, je Huašan zaradi nedostopnosti svojih vrhov sprejemal le cesarske in lokalne romarje, romarji iz preostale Kitajske pa ga niso dobro obiskovali. Gora Hua je bila pomemben kraj tudi za iskalce nesmrtnosti, saj je tam raslo (ali se je gojilo) veliko kitajskih zdravilnih rastlin in naj bi tam našli močna zdravila. Kou Čjandži (365–448), ustanovitelj Severnih nebesnih mojstrov, je tam prejel razodetja, prav tako Čen Tuan (920–989), ki je zadnji del svojega življenja preživel v puščavniški hiši na zahodnem vrhu. V 1230-ih so vsi templji na gori prišli pod nadzor daoistične šole Čuandžen. Leta 1998 se je upravni odbor Huašana strinjal, da večino templjev na gori preda Kitajski daoistični zvezi. To je bilo storjeno za zaščito okolja, saj prisotnost taoistov in nun odvrača krivolovce in sekače.
Kult gore Hua je doživel pomemben razcvet, zlasti v času dinastije Tang (618–907). To je bil čas, ko je bila gora Hua zelo pomembna, saj je služila kot središče ceste, ki je povezovala dve glavni mesti dinastije, Čangan in Luojang. Od časa dinastije Han (206 pr. n. št. – 220 n. št.) naprej je bila gora Hua cenjena kot ena od petih svetih gora Kitajske in je prejemala daritve kot Zahodna pomična gora. Med dinastijo Tang je cesar Šuandzong uradno razglasil goro Hua za sveto goro kraljeve družine Tang in njenemu cenjenemu božanstvu podelil prestižni naziv Kralj kovinskih nebes.
Številne znane osebnosti iz kitajske zgodovine, vključno s Čin Šihuangom, Tang Taidzongom in Sun Jat-senom, so obiskale goro Hua. Starodavni rek med kitajskimi učenjaki se je prenašal iz roda v rod: »Če ne obiščeš Huašana, nisi pravi junak, in če ne obiščeš Huajueja, je tvoje življenje zaman«. Ta rek odraža cenjen status in globok vpliv gore Hua v konfucijanstvu.
V taoizmu tudi velja za sveti kraj. Kot je Ian Johnson zapisal v članku o iskanju Daoja na Kitajskem za The New York Review of Books, je gora Hua »eno od petih najsvetejših mest daoizma, s skoraj navpičnimi vzponi, ki so bili v preteklosti dostopni le po stopnicah, vklesanih v skalno steno, in verigah, obešenih navzdol kot ograja.«

## Legenda
Legenda pravi, da je gora dobila svoje značilne poteze, ko je bog Juling Šen z enim samim mogočnim udarcem sekire odtrgal goro Hua od okoliških gora. To dejanje je goro premaknilo na drugo stran Rumene reke in ustvarilo prehod, skozi katerega se je reka izlila v morje. Vrhovno božanstvo gore Hua je Šijue Dadi. Verjeli so, da ima Šijue Dadi moč prinašati obilne oblake in dež, spodbujati rast vseh stvari, podeljevati blagoslove in prinašati blaginjo ljudem. Tretja hči boga, Huajue Saniang, je bila znana po svoji neustavljivi lepoti in je šla proti očetovi volji tako, da se je poročila s smrtnikom. V poznejših stoletjih so očarljive zgodbe o ljubezenskih dogodivščinah Huajue Saniang dobile nove oblike in postale znane kot Legenda o Čenšjangu in Čarobna lotosova svetilka. Čenšjang, osrednji lik, je sin Huajue Saniang in njenega smrtnega moža Liu Šjanga. Huajue Saniang se je soočil z zaporom pod goro Hua kot kazen za kršitev nebeških pravil. Na vrhu zahodnega vrha gore Hua stoji velikanska skala, znana kot Skala, ki cepi sekiro. Dviguje se sto metrov visoko in je lepo razdeljena na tri dele ter ima pomembno mesto v legendah. Po pripovedi je Čenšjang v pogumnem poskusu razcepil skalo, da bi rešil svojo mater, tako da je ločil goro.

## Templji
Huašan ima na svojih pobočjih in vrhovih številne templje in druge verske objekte. Ob vznožju gora je Križni hodnik žadastega izvira (玉泉院), ki je posvečen Čen Tuanu. Poleg tega je na vrhu najjužnejšega vrha starodavni taoistični tempelj, ki je bil v sodobnem času preurejen v čajnico.
Tempelj Šijue, ki stoji na ulici Juedžen, 5 kilometrov severno od gore Hua, je častitljiv tempelj, posvečen Šijue Dadi. Njegove začetke lahko izsledimo nazaj v čas vladavine cesarja Vuja v času dinastije Han, sčasoma pa se je razvil v pomembno mesto, kamor so vladarji iz različnih dinastij prihajali, da bi se poklonili in darovali bogu gore Hua.

## Poti vzpona
Do severnega vrha Huašana (1614 m), najnižjega od petih glavnih vrhov gore, vodijo tri poti. Najbolj priljubljena je tradicionalna pot v Hua Šan Ju (soteska Hua Šan), ki se je prvič razvila v 3. do 4. stoletju našega štetja in se je pozneje širila, večinoma v času dinastije Tang. Vijuga se 6 km od vasi Huašan do severnega vrha. Nova pot v Huang Pu JYu (soteska Huang Pu, poimenovana po puščavniku Huang Lu DzZiju, ki je živel v tej soteski v 8. stoletju pred našim štetjem) sledi žičnici do severnega vrha in je pravzaprav starodavna pot, ki so jo uporabljali pred dinastijo Tang, a je od takrat propadla.
S severnega vrha se vrsta poti dviga do Canglong Linga, ki je vzpon več kot 300 m na vrhu gorskega grebena. To je bila edina pot, ki je vodila do štirih drugih vrhov – Zahodnega vrha (2038 metrov), Srednjega vrha (2042 m), Vzhodnega vrha (2100 m) in Južnega vrha (2154,9 m) – dokler leta 1998 niso zgradili nove poti proti vzhodu okoli grebena.
Huašan je bil v preteklosti kraj zatočišča za trdožive puščavnike, pa naj bodo to daoisti, budisti ali drugi; dostop do gore je bil namerno na voljo le tistim z močno voljo ali tistim, ki so našli 'pot'. Z večjo mobilnostjo in blaginjo so Kitajci, zlasti študenti, v 1980-ih začeli preizkušati svojo moč in obiskovati goro.

### Nevarnost pohodništva
Pot na goro je bila označena za enega najnevarnejših pohodov na svetu.
Z razcvetom turizma in močno izboljšano dostopnostjo gore z namestitvijo žičnice v 1990-ih se je število obiskovalcev močno povečalo. Številne izpostavljene, ozke poti s strmimi prepadi so gori dale zaslužen sloves nevarne, čeprav so varnostni ukrepi – kot so izkopavanje globljih poti, gradnja kamnitih stopnic in širših poti ter dodajanje ograj – do neke mere ublažili nevarnost. Lokalna oblast je odprla nove poti in ustvarila enosmerne poti na nekaterih bolj nevarnih delih, tako da se je zdaj, razen v primeru množic in ledenih razmer, mogoče povzpeti na goro brez skrajnega tveganja. Nekatere najbolj strme poti so bile zaprte. Nekdanja pot, ki je vodila po pečini od Severnega do Južnega vrha, je bila znana kot izjemno nevarna; zdaj obstaja nova in varnejša kamnita pot do templja na Južnem vrhu in naprej do samega vrha.
Mnogi Kitajci se še vedno vzpenjajo ponoči, da bi do zore dosegli Vzhodni vrh – čeprav je na gori zdaj veliko hotelov. Ta praksa je ostanek iz časov, ko je veljalo za varnejše, če med vzponom preprosto ne moremo videti izjemne nevarnosti poti, pa tudi, če se želimo izogniti srečanjem s sestopajočimi obiskovalci na mestih, kjer imajo poti komaj dovolj prostora za varno prehod enega obiskovalca.